# Aeródromo de La Calderera

i8
i11
i13
Aeródromo de La Calderera ist ein privat betriebener Flugplatz im Gemeindegebiet Valdepeñas in der spanischen Provinz Ciudad Real in der Autonomen Gemeinschaft Kastilien-La Mancha.
Der Flugplatz liegt außerhalb der Stadt Valdepeñas auf dem Grundstück der Finca La Calderera und ist für die zivile Luftfahrt unter VFR-Bedingungen zugelassen. Betreiber und Eigentümer ist die Cacerías Azor S.A.